# Мурхед, Алан
Алан МакКрей Мурхед (англ. Alan McCrae Moorehead, 22 июля 1910 — 29 сентября 1983) — австралийский военный корреспондент и писатель.

## Биография
Алан Мурхед родился в Мельбурне, Австралия. Обучение прошёл в Шотландском колледже, бакалавриат в Мельбурнском университете. В 1937 году перебрался в Англию, где стал известен как зарубежный корреспондент лондонской газеты Daily Express. Писатель, путешественник, биограф, эссеист, журналист — Мурхед стал одним из самых успешных англоязычных литераторов своего времени. В том же 1937 году он женился на Люси Милнер, ведущей женской колонки в той же газете.
В ходе Второй мировой войны Мурхед получил международное признание за свои репортажи и освещение военных кампаний на Среднем Востоке и Азии, Средиземноморье и северо-западной Европе. Был дважды отмечен в приказах начальства. Награждён орденом Британской империи. Как вспоминал позже австралийский критик Клайв Джеймс: «Мурхед был там для битв и конференций, прошёл весь путь от Северной Африки, Италии и Нормандии до самого конца. Его увесистая но захватывающая „Африканская трилогия“ — до сих пор в печати, — и, вполне вероятно, она являет собой наилучший пример характерных достоинств Мурхеда как военного корреспондента. Он способен развить частный эпизод, дабы учесть его глобальные последствия. Его стиль освещения событий был всемирно известен и остался хорош. В боевой обстановке он был значительно лучшим репортёром, чем его друг Эрнест Хемингуэй». Биографии Монтгомери, написанной Мурхедом в 1946 году, Джеймс также даёт высокую оценку: «Мурхед смог заметить… …что Эйзенхауэр превосходил Монтгомери и по характеру и по суждениям».
В 1956 году его работа «Gallipoli» (в русском переводе «Борьба за Дарданеллы») о катастрофической военной кампании Первой мировой войны получила восторженные отзывы современников, хотя и осуждалась позднее британским историком Робертом Роудсом Джеймсом, специализировавшемся на Галлиполийской операции, как «очень неполная и ужасно переоценённая». Тем не менее, в Англии книга Мурхеда получила 1000-фунтовую премию от The Sunday Times и золотую медаль премии Даффа-Купера — став таким образом первым обладателем этой награды.
В 1966 году Мурхед, его жена, младший сын и дочь совершили семейную поездку в Австралию. Впоследствии эти визиты стали ежегодными. Там в 1969 году он закончил сценарий к телефильму к своей рукописи «Дарвин и „Бигль“», но прежде чем книга была опубликована, произошла трагедия. В декабре того же года он был доставлен в Вестминстерский госпиталь Лондона с жалобами на головные боли, где ангиограмма ускорила развитие обширного инсульта. В ходе последующей операции, произошло повреждение головного мозга, затронувшее коммуникативные нервы. В 56 лет Мурхед, человек с исключительными способностями выражать и доносить свои мысли, утратил способность говорить, читать и писать.
Усилиями жены писателя, Люси, его творчество продолжилось: «Дарвин и „Бигль“», изданная в 1969 году, получилась богато иллюстрированной книжкой. А в 1972 году она собрала разрозненные автобиографические эссе мужа и опубликовала их под названием «Позднее образование».
В 1983 году, в Лондоне, Мурхед скончался. Похоронен на Хэмпстедском кладбище.